# Prades (Pirenéus Orientais)
Pronunciação
Prades (Prada de Conflent ou Prada em  Catalão) é uma comuna francesa do departamento de  Pyrénées-Orientales, no sudoeste de França, capital de Conflent comarca.
A sua população em 1999 era de 5.800 (Pradéens).

## Geografia
Prades está situada na região dos Pirenéus próximo do Canigó e do Rio Têt.

## Informações diversas
Prades foi o lugar de nascimento de Thomas Merton (1915–1968), um famoso trapista (or cisterciense) nonge que passou a maior parte da sua vida na Abadia  of Gethsemani próximo de Bardstown, no estado de  Kentucky nos Estados Unidos.
Prades foi a terra adoptada pelo violoncelista Pablo Casals e o gramático Pompeu Fabra que aí se exilaram durante a Guerra Civil de Espanha.
O músico catalão criou em 1950 o Festival de Música que se celebra aí todos os anos desde então.
Desde 1968 que nesta localidade está sediada a universidade catalã de verão.

### Cidades gémeas
Prades está geminada com:
- Ripoll, Espanha
- Lousã, Portugal
- Kitzingen, Alemanha